# Alien Hominid
『Alien Hominid』（エイリアン・ホミニッド）は、The Behemothから2007年2月28日にXbox Live Arcadeとして発売されたアクションシューティング。価格は800マイクロソフトポイント。
もともとこのゲームは2002年8月にNewgroundsでFlashゲームとして発表され、2003年から2006年の間に欧米で複数のプラットフォームに移植され、2007年にXbox Live Arcadeで配信開始された
。

## 概要
メタルスラッグに似た横スクロールアクションシューティングゲームで、襲ってくるシークレットエージェントの群れを倒すことが目的。
主な武器は光線銃だが、敵が近づいてきた場合は近接格闘も用いることが可能である。また、限られた数ながらも、手りゅう弾で敵を倒すことも可能であり、手りゅう弾は落ちているアイテムの一つに含まれている。このほかにも敵の頭を噛み千切ったり、敵を放り投げたり、穴を掘って敵を引きずり込むなど過激な戦法も用いることができる。

## 登場キャラ
Alien Hominid
本作の主人公。光線銃やナイフ、手榴弾を使い分ける黄色のエイリアン。UFOに乗っていたところをFBIに迎撃され、地球へと墜落した。
Fat Kid
各ステージでAlien Hominidの手助けをしてくれる少年達。
Yeti
白熊のような姿をした、巨大なイエティ。最初は鎖に繋がれている。鎖の繋がった杭を全て破壊して助けると、頭の上に乗せて運んでくれるほか、パンチ攻撃でサポートしてくれるようになる。Area 51では捕らえられた状態で再登場する。
FBI
Alien Hominidを狙う機関の一つ。Fat Kidからアイスを強奪したり、小銭をふんだくったりなど、腹黒い性格の者も一部所属している。
KGB
Alien Hominidを狙う機関の一つ。FBIと違い、サングラスを付けていない。
Thundersnap
Area 51に登場する、犬のミュータント。素早い動きで左右を往復する。Alien Hominidが頭上にいると速度を落とし、上に口を開けて食べようとしてくる。
Bustletron
最初に登場するボス。腕を振り回して突進したり、砲台からレーザーを発射して攻撃してくる。体力が減ると突進攻撃中の移動速度が上がる。
Install Ball
緑色の眼球のような形のボール。ボスのロボットの眼球の一部でもある。ロボット本体が倒されてしまうと泣いてしまい、戦意喪失してしまう。
1-1で初登場し、この時は黒いロボットの目玉に組み合わさった状態で登場する。両手で地面を殴ったり、砲台からレーザーを発射して攻撃してくる。体力が減ると上に飛行した後、こちらに位置を合わせて急降下してくる。急降下の後は腕が壊れてしまうため、急降下でしか攻撃できなくなる。しかし、この状態になると援護としてFBIが出現するようになる。
更に3-4にて目玉の状態で再登場し、前回よりはるかに巨大なロボットに組み合わさって戦う。腕の押しつぶし、爆弾ロボットの呼び寄せ、電気弾で攻撃してくる。
Castle Crashersではアニマルオーブとして登場する。
Pudding Boss
核燃料によりモンスター化した巨大なプリンの怪物。大量のプリンを口から吐いたり、体の一部を切り離して攻撃してくる。切り離したプリンは腕の形になり、これに捕まると地面に叩きつけられてしまう。また、頭上に行くこともできるが、一定時間経つと叩かれて落ちてしまう（ミスにはならない）。
普通の攻撃は効かず、消火栓を攻撃すると発射される水を当てるとダメージを与えることができる。また、ある方法でもダメージを与えることができる。
Boris
KGBの上官。各地でAlien Hominidの妨害を行う。2-5では略奪したUFOを操って戦う。
Large Alien
ラスボス。Area 51にて登場する巨体のエイリアン。Alien Hominidとほぼ瓜二つの姿をしており、攻撃方法もほとんど一緒である。
光線銃からの電気弾、手榴弾、火炎手榴弾の他に、フリークアタック（頭に取り付く）でも攻撃する。頭に取り付かれた後は殴られてしまう（ミスにはならない）。また、近づくとナイフで切り裂かれる。
また、一度HPが0になると巨大UFOを操って襲ってくる。更にHPが0になると、UFOからビームを発射してAlien Hominidを取り込んでくる。その後、空中を飛行するUFOの上での戦いとなる。ここでは手榴弾、火炎手榴弾は投げてこない（ただし、ヘリコプターを撃ち落とす際を除く）。
Castle Crashersではステージ「Alien Ship」（エイリアンの船）にて、捕らわれた状態で登場する。

## アイテム

### パワーアップ[7]
基本的にはFat Kidからもらうことが可能。それ以外にも、敵を撃破したり、建物を破壊すると出てくることがある。
パワーアップ中は光線銃だけでなく、手榴弾もそれに伴ってパワーアップする。
Fire Shot（オレンジ）
火の玉を撃って攻撃することができる。当たった敵は火だるまになる。また、手榴弾の色がオレンジになり、着弾地点に大きな火柱が発生するようになる。弾数60。
Photon Shot（紫）
電気弾を連続で撃って攻撃することができる。当たった敵は感電死する。また、手榴弾の色、爆風が紫色になる。弾数240。
Laser Pulse（赤）
敵を貫通するレーザーを放って攻撃することができる。当たった敵は体が真っ二つになる。また、手榴弾の色、爆風が赤色になる。弾数60。
Megu Cannon（黄）
通常よりも大きめの弾を撃って攻撃することができる。更に、敵を貫通する。当たった敵は体が爆散し、骨が飛び散る。また、手榴弾の色が黄色に、爆風が茶色になり、爆風の範囲がかなり広くなる。弾数60。
Ice Ray（青）
氷の弾を発射して攻撃することができる。当たった敵は体が凍る。また、手榴弾の色、爆風が青色になり、着弾地点に氷塊が発生するようになる。弾数60。
Acid Blast（緑）
毒ガス（酸）を発射して攻撃することができる。前方への攻撃範囲が広く、敵を貫通するが、遠距離への攻撃が不可能（溜め撃ちを除く）。当たった敵は体が溶ける。また、手榴弾の色が緑色になり、爆風が毒煙になる。弾数30。
Spread Shoot（白）
3方向に弾を発射して攻撃することができる。更に、1回につき2発撃つことができる。また、手榴弾の色が白色に、爆風がパステルカラーのピンク、青、黄色になり、爆風の範囲が少し広くなる。弾数240、一度に3発消費。

### その他
手榴弾
大量に手榴弾が詰められた箱。手に入れると手榴弾を10個手に入れることができる。敵を撃破したり、建物を破壊すると稀に出てくることがある。

## ミニゲーム
PDA Game (PDA Games)
四角頭の棒人間のようなキャラクターを操作し、緑色の果実を集めながらゴールにたどり着くゲーム。操作キャラクターは2段ジャンプしたり、一部の障害物を押すことができる。ゴールは最初から開いているものと、敵キャラを全て撃破すると開くものがある。敵キャラには左右を往復しているものと、その場で銃を撃ち続けているものがいる。これらは踏みつける、障害物で潰すなどの方法で倒すことができる。 iOSでもリマスターされたものが配信している。
Challenge
敵を倒しまくるゲーム。モードにはプレイヤー対プレイヤーで戦うものと、協力して敵キャラを撃破するモードの2つがある。ルールは25000点で終了、制限時間有り、制限時間なしの3つを選べる。
Pinata Fiesta
飛行するピニャータを撃ち、出てくるキャンディーを集めるゲーム。このミニゲームではBustletronも登場し、プレイヤーを妨害してくる。Bustletronを撃破すると大量のキャンディーが出てくるが、倒しても一定時間経つと再び出現する。残機は無限。制限時間内にキャンディーを多く集め、スコアを多く獲得したプレイヤーの勝利となる。
All You Can Eat
ボタン連打でボウルの中の料理を食べ尽くすゲーム。
Neutron Ball
虹色のボールを自分の陣地（焼却炉）に入れるゲーム。ナイフ攻撃を使うことでボールを動かしたり、敵プレイヤーを転ばせたりすることができる。また、ボールを掴んで投げることも可能。ボールを陣地に入れると点数、スコアを獲得することができる。指定された点数、スコアを先に手に入れたプレイヤーの勝利となる。
Super Soviet Missile Mastar（Missile Mastar）
ソ連のミサイルを操作し、鳥、ヘリ、戦闘機を回避してアメリカにミサイルを着弾させるゲーム。障害物に当たったり、ミサイルを落とし損ねるとミスとなる。3回ミスするとゲームオーバー。ミサイルを飛ばした総合距離が記録になる。GBA版にも収録されている。 iOSでも配信している。
Desert Challenge
Challengeの舞台がArea 51（砂漠ステージ）になったもの。
Area 51 Challenge
Challengeの舞台がArea 51（基地内部）になったもの。

### GBA版のみ
Chicken Lickin'
The Behemothのロゴにもなっているニワトリを、落ちないようにバットで上に飛ばし続けるゲーム。3回ニワトリを落とすとゲームオーバー。
Chipper
UFOを操って戦車と戦うゲーム。内容は1-5の最後にある戦車ボスと同じ。UFOからは真下にビームを発射し、FBA、戦車の弾をUFOに引き寄せることができる。この引き寄せを利用し、FBIをChipper（シュレッダー）に入れて一掃したり、戦車の弾を戦車の頭上に落としてダメージを与えたりすることができる。また、FBIはレーザーで引き寄せてUFOの中へ吸い込むことでも倒すことができる。戦車を倒すとクリア。